# Matteo da Prato
Matteo da Prato (Prato, 1391 – 1465 circa) è stato un organaro italiano.
Figlio di un fornaio, ultimo di cinque fratelli, nel catasto del 1427 è segnato come Matteo di Pagolo da Prato, che fa gli organi. Non è chiaro da chi si formò, ma in quel periodo vissero diversi organari pratesi di grande rilievo, come Lorenzo di Giacomo da Prato, autore degli organi del Duomo di Siena e di San Petronio a Bologna, più o meno suo coetaneo. Nel 1419 è menzionato come autore dell'organo del battistero di San Giovanni di Firenze, ma forse la sua opera più antica è quello della chiesa dei Servi di Pistoia. 
Costruì organi in tutta la Toscana, tra cui spiccava quello della cattedrale di Firenze, ordinato nel 1432. Collaborò con Donatello e Luca della Robbia nella creazione delle due celebri cantorie, fornendo a Luca anche lo spunto di ispirarsi al salmo 150 e mediando forse nell'ispirazione dei rilievi al pulpito del Duomo di Prato, completato alcuni anni prima da Donatello, Michelozzo e bottega.
Al 1453 risale l'organo della basilica della Santissima Annunziata, sempre a Firenze.
Ci restano alcune lettere scritte da lui.